# Curt Bie
Curt Emil Gotfred Bie (1. august 1896 i Førslev ved Fuglebjerg – 10. juli 1989) var en dansk arkitekt, der var knyttet til Københavns Kommune. Hans hovedværk er Den hvide Kødby på Vesterbro i København.
Bie knyttedes fra 1925, da Poul Holsøe blev stadsarkitekt, til Stadsarkitektembedet i København. Næsten hele hans virksomhed har derfor været her, medens hans private arbejder mest har bestået af ombygninger eller konkurrenceprojekter. 
Forældre: Herredsfoged, senere i Horsens Hans Adolph Bie og Caroline Ferdinandine Grønning. Gift første gang 10. februar 1923 i København med Edith Bisgaard Christensen, f. 5. juni 1899 smst., d. 1965. Gift anden gang 24. juli 1970 i Gladsaxe med danselærer Kirsten Busk Mikkelsen, f. 6. december 1901 i Fåborg, d. 31. juli 1995 i München, datter af maleren Marius Mikkelsen og Maren Busk.

## Uddannelse
Student 1914, cand.phil. (filosofikum) året efter, undervist hos C.V. Aagaard og på G. Vermehrens Tegneskole, optaget på Kunstakademiets bygningstekniske skole 1915, afgang 1917; derefter elev i bygningsskolens 1. og 2. klasse indtil 1922. Medhjælper hos Louis Hygom 1917-24.

## Stipendier
- K.A. Larssens Legat 1926
- Akademiets 1928
- Rejser: 1920'erne og 30'erne Sverige, Norge, England, Frankrig, Holland, Belgien

## Stillinger
- Arkitekt i Stadsarkitektens Direktorat, Københavns Kommune 1925-49, afdelingsarkitekt 1949-66
- Lærer i husbygning ved Det tekniske Selskabs skoler i København

## Udstillinger
- Charlottenborg 1928

## Værker
Som ledende medarbejder ved Stadsarkitektembedet:
- Boligkarre ved Enghaveparken (1927-28)
- Enghaveparken (1928)
- Bygninger for kommunale institutioner ved Enghaveparken (1929-30)
- Kiosker og plakatsøjler (1931)
- Den hvide Kødby (1931-34, sammen med Tage Rue, fredet)
- Hans Nansens Gård, Gyldenløvesgade, for Københavns skattevæsen (1931 og 1934-35)
- Aldersrenteboligen Utterslevgård (1937-38)
- Boligkarre ved Tagensvej med sygeplejerskeboliger (1941-42)
- Boligkarre på Mågevej (1942-43)
- Boligkarre ved Lyrskovgade og Vesterfælledvej (1943-44)
- Badeanstalt med svømmehal ved Frankrigsgade (1943-44)
- Nybygning til Sankt Hans Hospital, Roskilde

### Præmierede projekter
- Byplan for Rønne (sammen med V. Dam-Jensen og Tage Matthissen)
- Gravmæler (1924)
- Nationalmuseum i Kastellet (1928)
- Alderdomshjem for Handels- og Kontoristforeningen (1930)
- Landbrugsbygning (1938, sammen med landbrugskandidat J. Holsøe)